# Ochrolechiaceae
Ochrolechiaceae är en familj av lavar. Ochrolechiaceae ingår i ordningen Pertusariales, klassen Lecanoromycetes, divisionen sporsäcksvampar och riket svampar.
|                 | Pertusariaceae                |
|                 |                               |
| Ochrolechiaceae | \| \| Ochrolechia \| \| \| \| |
|                 | \| \| Ochrolechia \| \| \| \| |
|                 | Megasporaceae                 |
|                 |                               |
|                 | Icmadophilaceae               |
|                 |                               |
|                 | Coccotremataceae              |
|                 |                               |
|                 | Ochrolechia                   |
|                 |                               |

|  | Ochrolechia |
|  |             |